# Золотой пьедестал
«Золото́й пьедеста́л» — авторская программа-портрет спортивного тележурналиста Григория Твалтвадзе об истории спорта и выдающихся советских и российских спортсменах. Выходила с 6 января 2001 по 24 декабря 2005 года на телеканалах «Культура» (2001—2003) и «Спорт» (2003—2005).

## О программе
Автором и ведущим цикла программ под названием «Золотой пьедестал» был Григорий Твалтвадзе. Идея цикла возникла у него как историка по образованию, которого сильно ужасал тот факт, что нынешнее поколение практически не знало истории спорта. За период с 2001 по 2005 год было создано 150 фильмов (программ) этого цикла. Первый выпуск программы вышел в эфир 6 января 2001 года. Первый герой передачи — хоккейный тренер Виктор Тихонов.
В ходе каждого выпуска Григорий Твалтвадзе также брал интервью у членов семей спортсменов, их знакомых, тренеров, спортивных журналистов. Фрагменты из них также приводились в передаче. Помимо этого, программа сопровождалась краткими рассказами ведущего из биографий личностей, которым посвящена передача. Автор программы считает свой цикл уникальным, так как ранее подобные телепередачи никогда не выпускались на российских телеканалах:

“Золотой пьедестал” <...> — посвящение нашим выдающимся спортсменам. Мы уже сняли сто передач, и могу сказать с уверенностью: это рекорд. Никто не сделал о советском спорте телепрограмм больше, чем мы. Сто получасовых портретов, начиная от Григория Федотова и Галины Гороховой — заканчивая Светланой Хоркиной. Каждой программой мы напоминаем, какие герои были в нашем спорте.— Из интервью Григория Твалтвадзе журналу «МК-Бульвар» от 10 февраля 2003 года
В первые месяцы существования передачи, за день до эфира в газете «Советский спорт» публиковались очерки Твалтвадзе, посвящённые героям, о которых пойдёт речь.

## Герои передачи
В разное время героями передачи становились:
- Валерий Харламов
- Альберт Шестернёв[9]
- Давид Кипиани
- Александр Лебзяк
- Фёдор Черенков
- Анфиса Резцова
- Александр Попов
- Елена Вайцеховская[10]
- Игорь Ларионов
- Иван Удодов
- Игорь Нетто
- Виктор Коноваленко
- Олег Белаковский
- Вячеслав Веденин
- Алина Кабаева
- Галина Кулакова
- Ольга Корбут
- Олег Саитов
- Виктор Кровопусков
- Аркадий Чернышёв[11]
- Анатолий Тарасов[11]
- Людмила Брагина
- Сергей Макаров
- Лев Яшин
- Геннадий Сапунов
- Борис Лагутин
- Александр Карелин
- Команда «Метелица»
- Спортсмены — участники ВОВ
- Евгений Загорулько[12]
- Станислав Жук
- Михаил Воронин[13]

Отдельные выпуски были посвящены выдающимся спортивным комментаторам прошлого — Вадиму Синявскому и Николаю Озерову.
Последний выпуск, вышедший на канале «Культура», был посвящён боксёру Валерию Попенченко (эфир 27.07.2003). На канале «Спорт» последний выпуск был посвящён саночнице Вере Зозуле (эфир 24.12.2005).

## Вещание
С 6 января 2001 по 27 июля 2003 года программа выходила на телеканале «Культура». Время выхода в эфир менялось: в 2001—2002 годах программа выходила в эфир по субботам днём с неоднократными повторами в утреннее или дневное время в будни. В апреле-июне 2002 года — в четверг днём. В 2002—2003 годах — в воскресенье утром. С 12 июня 2003 по 24 декабря 2005 года программа выходила на телеканале «Спорт». Транслировались как повторы передач прошлых лет, так и новые выпуски. Как и у большинства программ этого канала, у неё не было постоянного времени выхода в эфир.
С 5 февраля 2007 по 30 сентября 2015 года название «Золотой пьедестал» носило ежемесячное голосование за звание лучшего спортсмена месяца, а затем и года, проходившее в рамках программы «Неделя спорта», затем — «Большой спорт». Последнее определение лучшего спортсмена года состоялось 31 декабря 2014 года, последнее голосование за лучшего спортсмена месяца — 30 сентября 2015 года. 1 октября 2015 года стало известно, что в связи с ликвидацией спортивной редакции ВГТРК и телеканала «Россия-2» и запуском нового телеканала «Матч ТВ» голосование под названием «Золотой пьедестал» прекратило своё существование.